# Великий, Анатолий Павлович
Анатолий Павлович Великий (укр. Анатолій Павлович Великий; 23 сентября 1936, Киев — 29 ноября 2021) — советский и украинский математик и кибернетик, доктор физико-математических наук, директор Государственного НИИ информатизации и моделирования экономики, лауреат Государственной премии Украины в области науки и техники, член-корреспондент Национальной академии наук Украины.

## Биография
Закончил Киевский государственный университет (1959). В 1959-1967 годах работал в Институте автоматики, в 1967—1991 годах в Вычислительном центре Госплана УССР, с 1991 года заместитель директора, в 1995-2006 годы директор Государственного НИИ информатизации и моделирования экономики. Доктор физико-математических наук (1992)

## Научные интересы
Научные работы в области экономико-математического моделирования, асимптотический анализ дифференциально-разностных уравнений, и разработки численных методов для управления экономическими процессами. Разработал эффективный алгоритм обращения матриц большой размерности.

## Публикации
- Про асимптотику узагальнених розв'язків диференціально-різницевих рівнянь з малим параметром при старших похідних // Доп. АН УРСР. 1964. № 11
- Асимптотический подход к переносу граничных условий для систем линейных обыкновенных дифференциальных уравнений // УМЖ. 1978. Т. 30, № 4
- Обращение матриц по частям // Кибернетика. 1990. № 1

## Премии и награды
- 1997 — член-корреспондент Национальной академии наук Украиины
- 1997 — премия НАНУ имени В. Глушкова
- 2001 — Государственная премия Украины в области науки и техники